# Ellon
Ellon é uma comuna francesa na região administrativa da Normandia, no departamento Calvados. Estende-se por uma área de 6,79 km². Em 2010 a comuna tinha 551 habitantes (densidade: 81,1 hab./km²).